# Trung tâm hội nghị

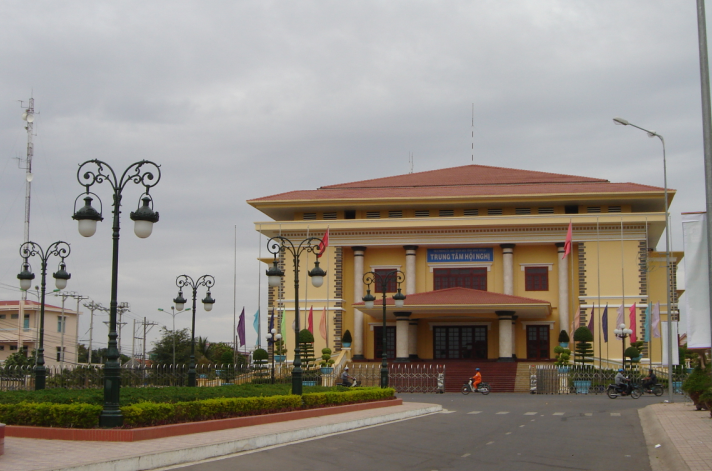
Một trung tâm hội nghị tại Phan Thiết

Trung tâm hội nghị (Convention center hay Conference centre) là một tòa nhà lớn được thiết kế để tổ chức các hội nghị, cuộc họp (hội đàm, hội kiến, hội thảo, hội họp) nơi mà các cá nhân và nhóm tụ họp để thúc đẩy, trao đổi và chia sẻ thông tin, lợi ích chung hay là để tổ chức những diễn đàn về các sự kiện, chuyên đề. Các trung tâm hội nghị thường có diện tích mặt sàn nhà đủ lớn để chứa hàng nghìn người tham dự. Những địa điểm rất lớn, phù hợp cho các triển lãm thương mại lớn, đôi khi được gọi là sảnh triển lãm (Exhibition halls). Các trung tâm hội nghị thường có ít nhất một thính phòng và cũng có thể chứa phòng hòa nhạc, phòng giảng đường, phòng họp và phòng hội nghị. Một số khu nghỉ dưỡng khách sạn lớn có một trung tâm hội nghị. Ở các quốc gia Pháp ngữ, thuật ngữ này là Palais des congrès (chẳng hạn như Palais des Congrès de Paris) hoặc Centre des congrès (chẳng hạn như Centre des congrès de Quebec). 

## Lịch sử
Các trung tâm hội nghị hoặc hội trường ban đầu nằm trong lâu đài và cung điện. Ban đầu, một hội trường trong lâu đài sẽ được thiết kế để cho phép một nhóm lớn các lãnh chúa, hiệp sĩ và các quan chức chính phủ tham dự các cuộc họp quan trọng với nhà vua gọi là đại sảnh. Một truyền thống lâu đời hơn sẽ là nhà vua hoặc lãnh chúa quyết định các tranh chấp giữa những người dân của mình. Những hành động hành chính này sẽ được thực hiện trong đại sảnh và sẽ thể hiện sự khôn ngoan của nhà vua với tư cách là thẩm phán đối với dân chúng nói chung. Một trong những thảm họa trung tâm hội nghị nổi tiếng nhất đã xảy ra ở Pháp vào ngày 20 tháng 6 năm 1789. Vua Louis XVI đã nhốt một nhóm được gọi là Đẳng cấp thứ ba ra khỏi hội trường họp ở cung điện Versailles. Điều này dẫn đến việc nhóm cách mạng tổ chức cuộc họp của họ tại một sân tennis trong nhà. Đây là trung tâm hội nghị dân chủ hiện đại đầu tiên và dẫn đến Lời tuyên thệ tại sân tennis và sau đó là cuộc Cách mạng Pháp.

## Loại hình

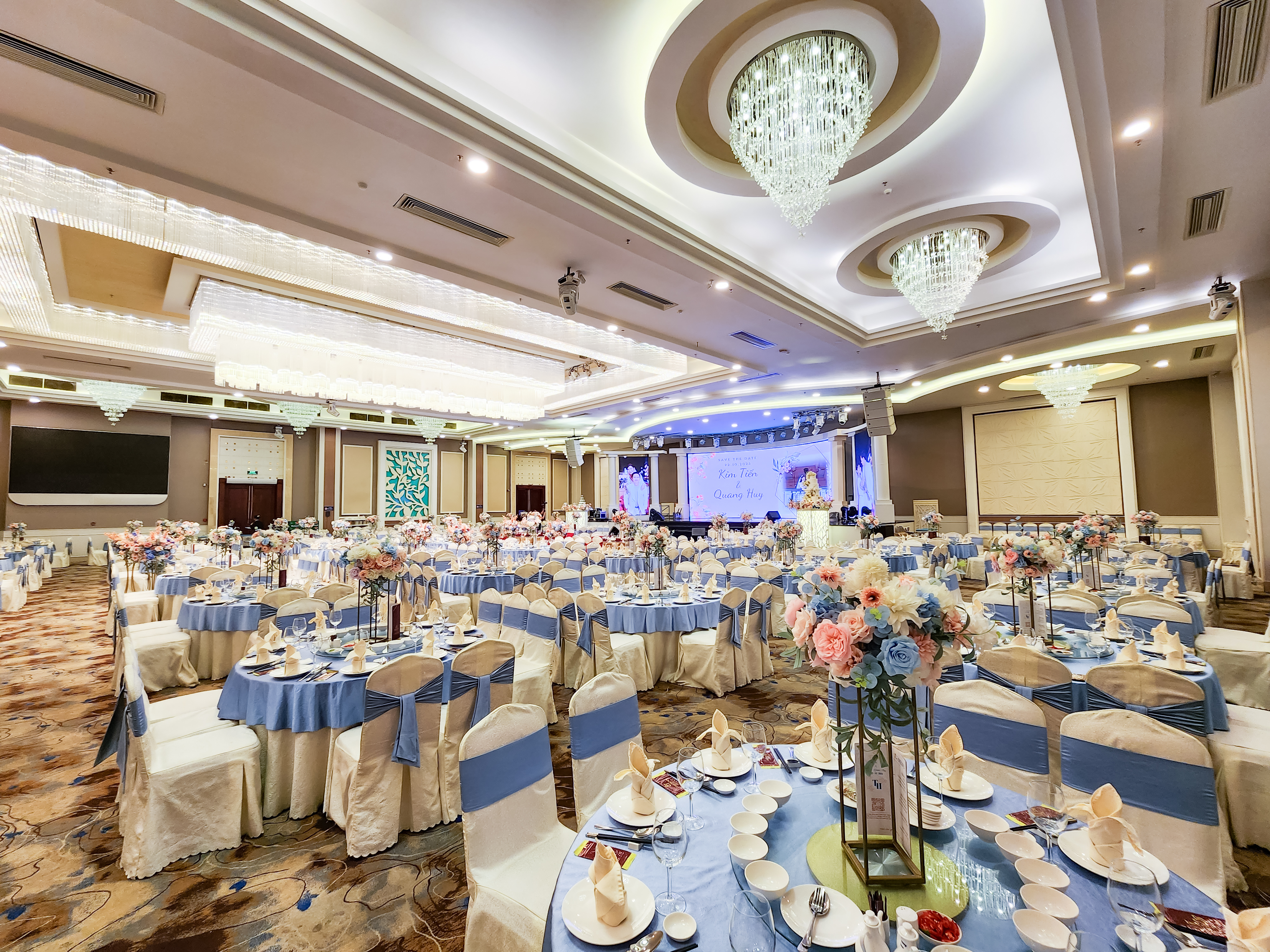
Một trung tâm hội nghị tiệc cưới ở Việt Nam

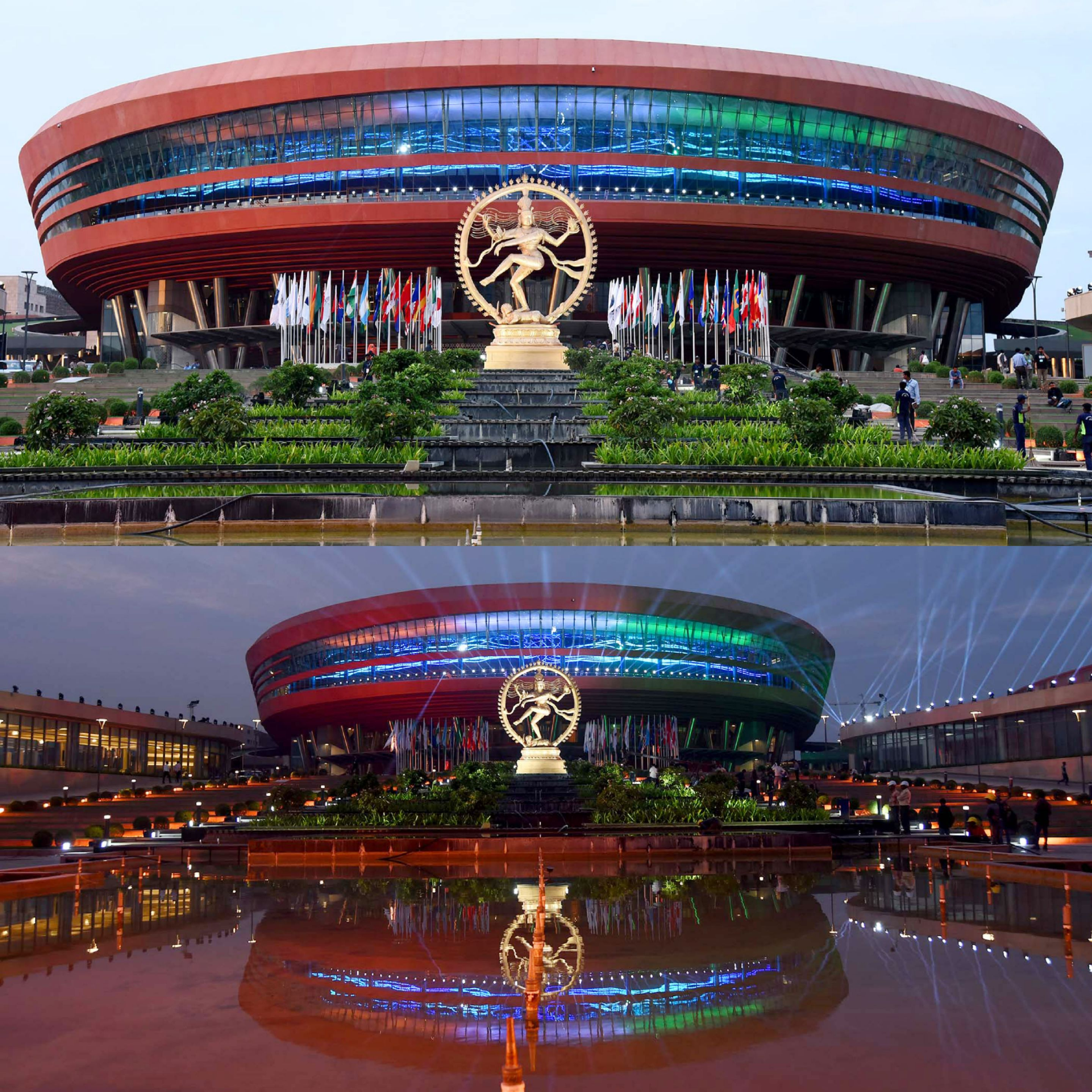
Một trung tâm sự kiện ở Ấn Độ

Các loại hình trung tâm hội nghị gồm:
- Cơ sở hội họp có chỗ nghỉ: Loại hình này thường là những khách sạn lớn có không gian hội nghị riêng ngoài chỗ nghỉ và các tiện nghi liên quan khác, được gọi là khách sạn hội nghị (Convention hotel), những khu nghỉ dưỡng lớn cũng có những trung tâm hội nghị để kết hợp công tác, hội thảo với những chuyến nghỉ dưỡng.
- Cơ sở hội họp không có chỗ nghỉ: là trung tâm hội nghị không bao gồm chỗ nghỉ, thường thì những cơ sở này sẽ nằm cạnh hoặc gần khách sạn, nhà nghỉ, nhà khách để thuận tiện[4].
- Loại hình khác: bất kỳ cơ sở hội nghị và họp nào được thiết kế để chứa số lượng lớn người ngồi dự khán. Cơ sở này có thể tồn tại riêng lẻ (ví dụ: sân vận động, đấu trường, công viên, v.v.) hoặc được thiết kế, bố trí trong các cấu trúc không gian khác (ví dụ: giảng đường đại học, bảo tàng, nhà hát, nhà giảng đạo của các cơ sở tôn giáo), loại hình này thường không bao gồm chỗ ở[5].